# Punta Ballena
Punta Ballena és una petita península i un balneari del sud-est de l'Uruguai, ubicat al departament de Maldonado. Es troba sobre la costa del Riu de la Plata, sobre la ruta 10. És un important centre turístic regional. Limita a l'oest amb Chihuahua. Inclou l'àrea de Casapueblo, el promontori de Punta Ballena i la platja de Las Grutas. A l'est de la península es troba el petit balneari Pinares – Las Delicias. La llacuna del Diario serveix de límit natural entre la península i el suburbi. Cap al nord s'ubica l'Arborètum Lussich.

## Població
Segons les dades del cens de 2004, Punta Ballena tenia una població aproximada de 376 habitants i un total de 1.268 habitatges.
| Any  | Població |
| ---- | -------- |
| 1963 | 107      |
| 1975 | 169      |
| 1985 | 499      |
| 1996 | 799      |
| 2004 | 376      |

## Altres noms
El balneari al nord-oest de la península de Punta Ballena i a l'est de Chihuahua, així com la platja són sovint coneguts amb el nom de Portezuelo i Solanas, nom que deriva de l'Hotel Solana del Mar. El nom de platja de «Portezuelo» s'utilitza de vegades per referir-se a l'estret de Punta Ballena abans d'arribar a Punta Negra.

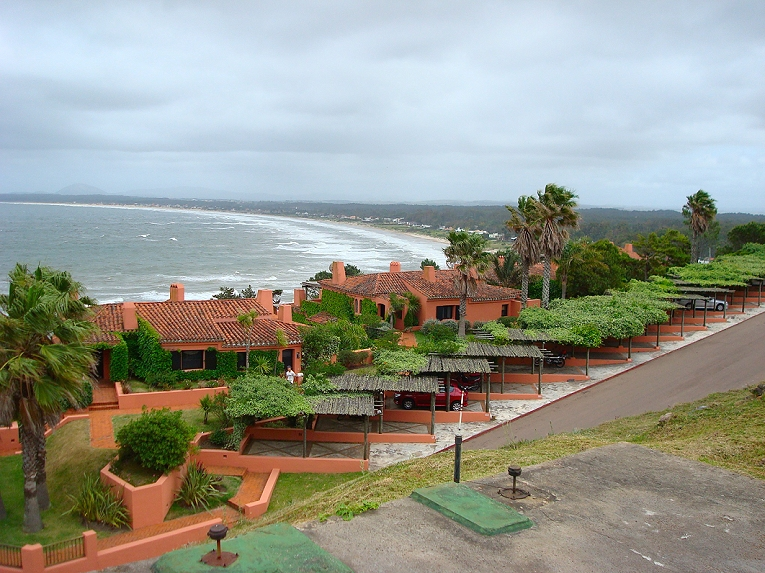
Platja de Portezuelo.